# سايوز 28

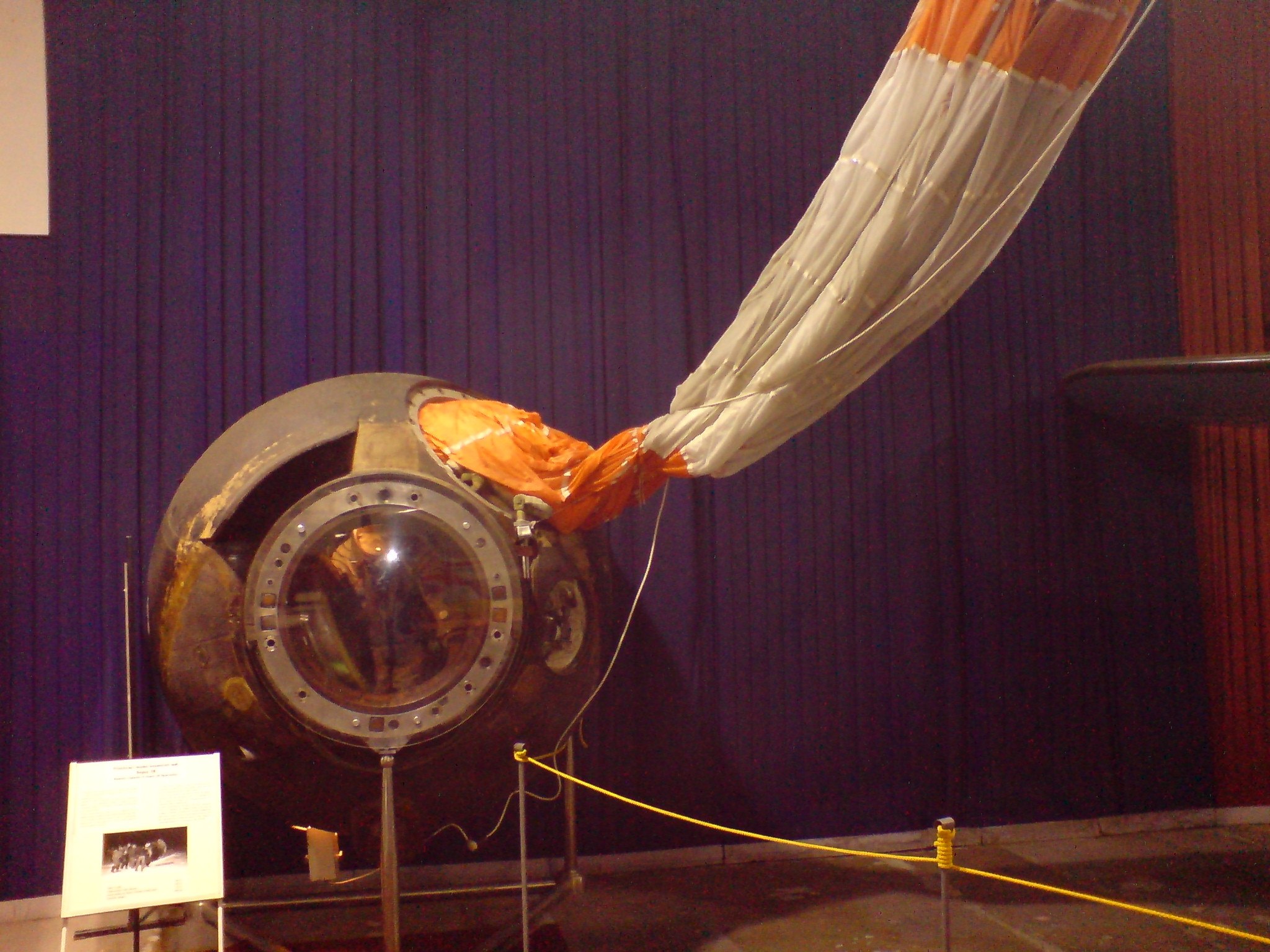
كبسولة سويوز 28، معروضة في متحف براغ للطيران

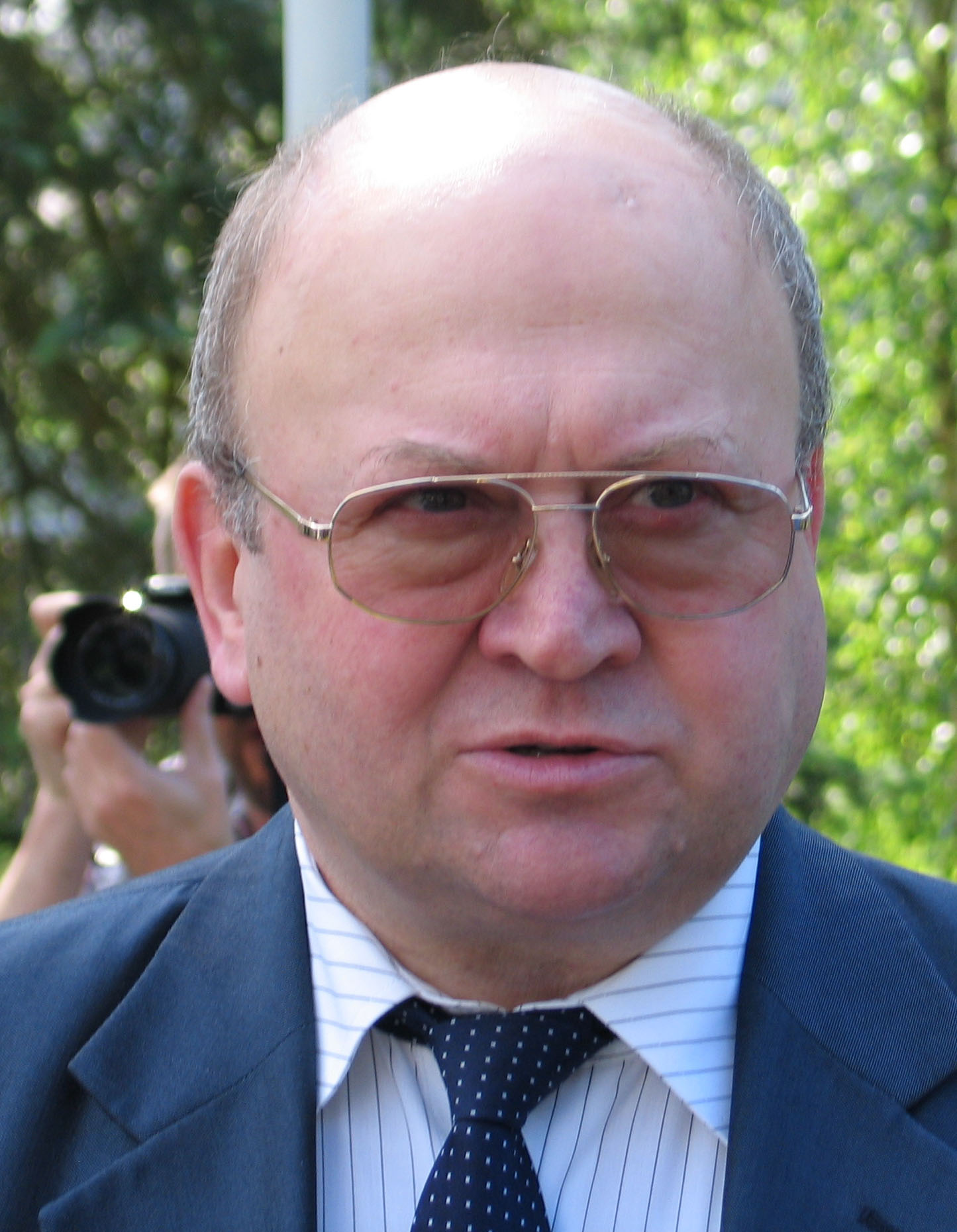
رائد الفضاء التشيكوسلوفاكي فلاديمير ريميك، رائد الفضاء المسئول عن الأبحاث.

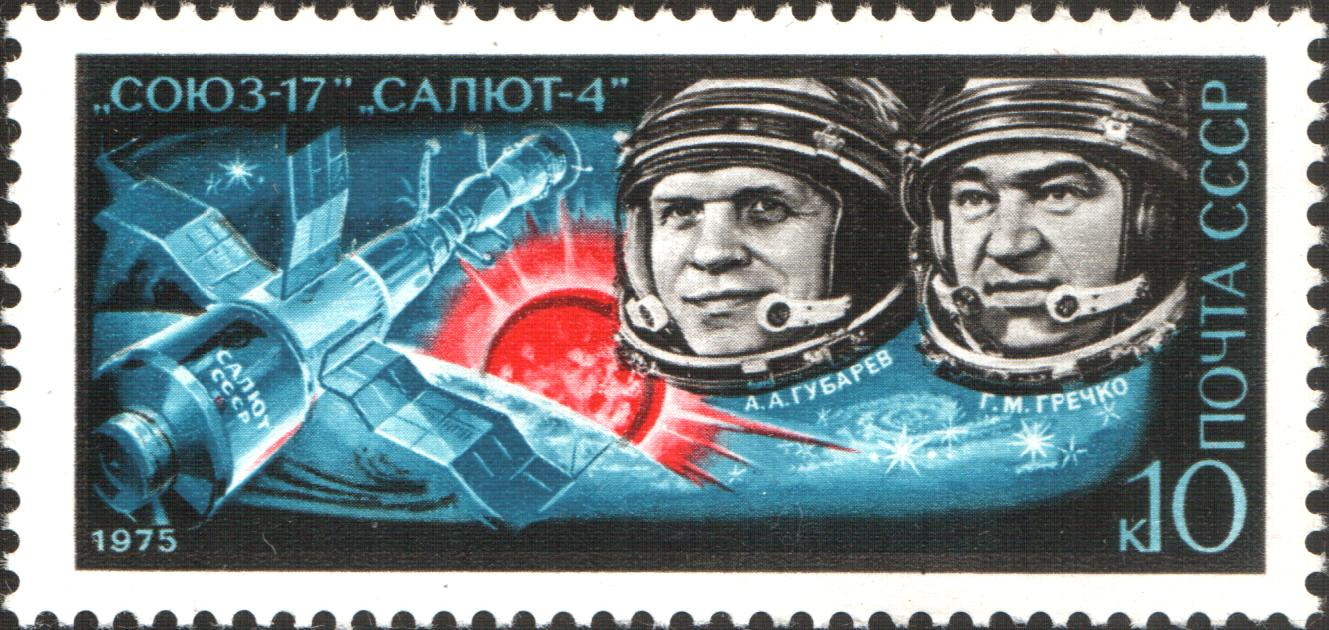
أليكسي جوباريف(على اليسار) على طابع سوفيتي عام 1975.

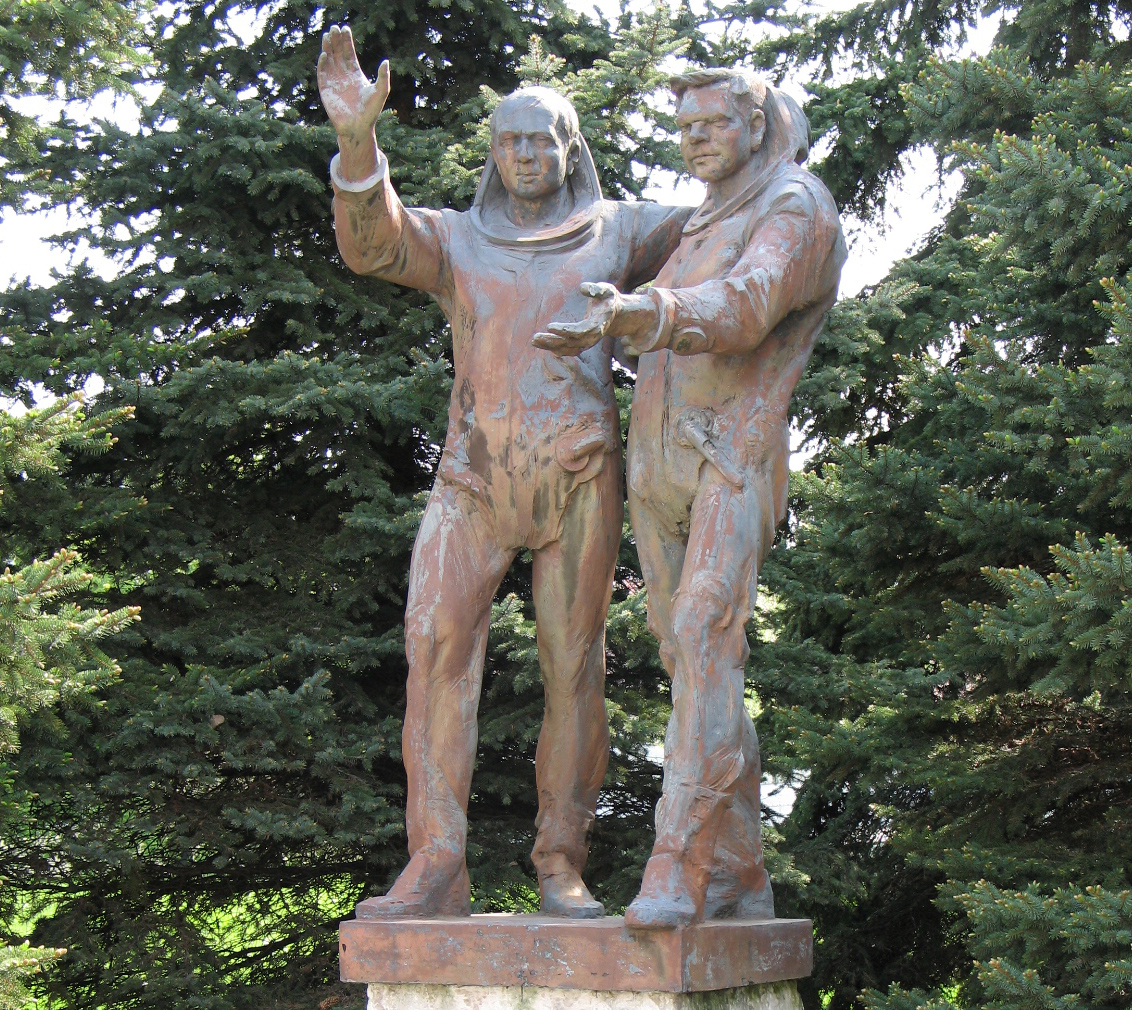
تمثال لرائدي الفضاء التشيكوسلوفاكي فلاديمير ريميك وأليكسي جوباريف.

سايوز 28 (الروسية: Союз 28)، وتعني «اتحاد 28»، هي بعثة فضائية سوفيتية تحمل رواد الفضاء تم إرسالها في عام 1978 إلى محطة الفضاء السوفيتية سالوت 6. هي البعثة الرابعة التي تصل إلى المحطة، ثالث التحام ناجح بالسفينة الأم وثاني زيارة إلى الطاقم المبيت المنطلق في بعثة سويوز 26.
أصبح رائد الفضاء التشيكوسلوفاكي فلاديمير ريميك أول شخص يرسل إلى الفضاء من غير مواطني الولايات المتحدة أو الاتحاد السوفيتي. العضو الآخر في البعثة هو أليكسي جوباريف. البعثة هي الأولى من نوعها في برامج الكون المشترك كبرنامج سويوز والذي فتح المجال أمال دول الكتلة الشرقية والشيوعيين لرحلات الفضاء البشرية وغير البشرية.

## الطاقم
| المنصب             | رائد الفضاء    | عدد البعثات    | الجنسية      |
| ------------------ | -------------- | -------------- | ------------ |
| القائد             | أليكسي جوباريف | البعثة الثانية | روسي         |
| المسئول عن الأبحاث | فلاديمير ريميك | البعثة الأولى  | تشيكوسلوفاكي |

### الطاقم الإحتياطي
| المنصب             | رائد الفضاء          | عدد البعثات | الجنسية |
| ------------------ | -------------------- | ----------- | ------- |
| القائد             | نيكولاي روكوفيشنيكوف | -           | روسي    |
| المسئول عن الأبحاث | أولدش بيلشاك         | -           | تشيكي   |

## أرقام عن البعثة
- الكتلة: 6,800 كجم (15,000 باوند)
- الحضيض القمري: 198.9 كم (123.6 ميل)
- القبا: 275.6 كم (171.2 ميل)
- زاوية الميلان: 51.65°
- المدة: 88.95 دقيقة

## البعثة
تعتبر بعثة سويوز 28 هي أول بعثات برامج الكون المشترك في برنامج سويوز، والتي سافر فيها طيارين من الجيش التابعين للإتحاد السوفيتي لمده 8 أيام إلى محطة الفضاء السوفيتية سالوت 6 الدولية. كان مسموح للطيارين غير الروس بالسفر أيضا. بدأ البرنامج كرد فعل للبرنامج الأمريكي الذي يسمح لسكان أوروبا الغربية بالرحلات الفضائية.
فلاديمير ريمك، أول غير سوفيتي، غير أمريكي، يسافر للفضاء. قاد بعثة سويوز 28 في 2 مارس 1978. بعد تأجيل دام لثلاث سنوات لأسباب غير معروفة. كان عضو البعثة الأخر هو رائد الفضاء الروسي أليكسي جوباريف. إلتحمت البعثة بالسفينة الروسية الأم سالوت 6 بنجاح وبدون مشاكل تذكر. إلتقى أعضاء العثة بأعضاء بعثة سويوز 26 وهم جورجي غريشكو ويوري رومانينكو في ديسمبر. جورجي ورومانينكو سافروا معا قبل ذلك في بعثة سويوز 17 قبل أن يسافروا معا في بعثة سالوت 4 للمحطة الروسية في عام 1975.
في اليوم التالي للإلتحام، إحتفل طاقم بعثة سويوز 26 بقضائهم 84 يوم وكسرهم الرقم القياسي الذي حققته بعثة سكايلاب 4 في عام 1974.
كان الغرض الرئيسي للبعثة سياسيا وهو الرد على البرنامج الأمريكي. أمل الجميع أن يتم استخدام البعثات التلاحمية لتوفير الزاد اللازم للمحطة الروسية الدولية وزيادة الوعي السوفيتي عن الأقمار الصناعية. لم تكن لهوساك شعبية كبيرة آنذاك في صرح رومانيكو باسم الطاقم قائلا:
«لا يجب علينا أن ندخر جهدا أو دعما ماديا أو علما للدفاع عن أهمية وشرف هذا الطاقم العالمي. الذي بدأ في جمل البرنامج الفلكي إلى دول الكتلة الشيوعية والهادف إلى إستخام الأبحاث العالمية المتعلقه بالفضاء في المحاولة إلى الوصول للسلام العالمي.»
بالرغم من الأغراض السياسية للبعثة، إلا أن العديد من التجارب العلمية قد تم القيام بها، من بينها ملاحظة نمو الشلوريلا في إنعدام الجاذبية، كما إجريت تجربة تم استخدام فيها فرن لإذابة الزجاج، الرصاص، الفضة، سبائك النحاس. أجريت أيضا تجربة تدعى قياس مستوى الأكسجين (أوكسي ميتر) بهدف قياس نسبة الأكسجين في الخلايا البشرية.
في 10 مارس، إستعد طاقم البعثة لرحلة العودة إلى الأرض، فقاموا بجمع أدواتهم بعد الإنتهاء من تجاربهم العلمية. إنفصلت المركبة عن السفينة الأم لتهبط مسافة 310 كم (190 ميل) غرب أستانة، عاصمة كازخستان في نفس اليوم.
ظهرت مزحة بعد عوده الطاقم إلى الأرض مفادها أن كل ما يلمسه ريميك بيداه يتحول بغموض إلى اللون الأحمر، وأنه قد قام بإبلاغ اللجنة الطبية. إنتشرت المزحة سريعا حتى أنه في كل مرة يلمس ريميك شيئا، يصرخ عليه الطاقم السوفيتي بعد صفع يدية قائلين:«لا تلمس ذلك».

## وصلات خارجية
- http://www.spacefacts.de/mission/english/soyuz-28.htm
- https://web.archive.org/web/20060829045235/http://astronautix.com/flights/salt6ep2.htm
- http://books.nap.edu/books/0309085489/html/index.html

فلاديمير ريميك
- Short biography
- Spacefacts biography of Vladimír Remek

أليكسي جوباريف
- Biographies of USSR / Russian Cosmonauts: Gubarev

فيدوهات
- سويوز 28-التشيك
- لحظات رائعة في بعثة سويوز 28
- عودة البعثة إلى الآرض